# Jules Roy

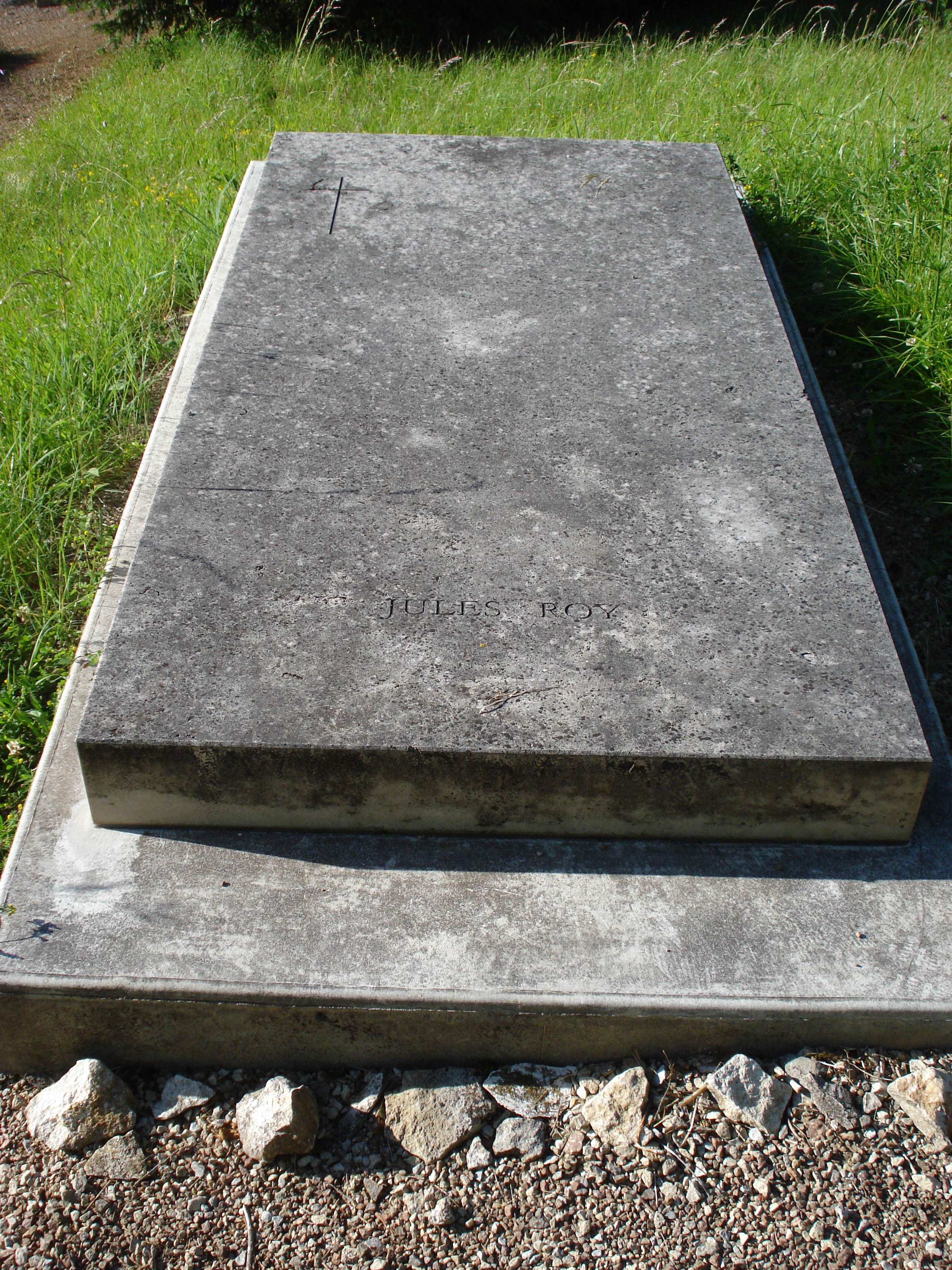
Tomba de Jules Roy.

Jules Roy fou un escriptor i militar francès, nascut el 22 d'octubre del 1907 a Rovigo (actualment Bougara), Algèria i mort el 15 de juny del 2000 a Vézelay (Yonne), França. Està enterrat en el cementiri de Vézelay.

## Premis literaris
- Premi Renaudot el 1946 per La Vallée heureuse
- Prix Prince-Pierre-de-Monaco el 1954 per Le Navigateur
- Grand Prix littéraire de Monaco el 1957
- Grand prix de littérature de l'Académie française el 1958
- Grand Prix national des lettres el 1969
- Prix de la Ville de Paris el 1975

## Obres
Novel·les
- La Vallée heureuse, Charlot, 1946, avec une préface de Pierre Jean Jouve ; Gallimard, 1948 ; Julliard, 1960 ; Édition J'ai lu Leur aventure N°A161; Albin Michel, 1989.
- Les Chevaux du soleil: Chronique d'Alger, Grasset, 1967, 6 vol; edició en un volum, Omnibus, 1995.
- Une femme au nom d'étoile Grasset, 1968. (Les Chevaux du soleil, tome 2)
- Les cerises d'Icherridène, Grasset, 1969. (Les Chevaux du soleil, tome 3)
- Le maître de la Mitidja, Grasset, 1970. (Les Chevaux du soleil, tome 4)
- Les Âmes interdites, Grasset, 1972. (Les Chevaux du soleil, tome 5)
- Le Tonnerre et les Anges, Grasset, 1975. (Les Chevaux du soleil, tome 6)
- Le Désert de Retz, Grasset, 1978.
- La Saison des Za, Grasset, 1982.

Narritivas
- Ciel et terre, Alger, Charlot, 1943.
- Le Métier des armes, Gallimard, 1948 ; Julliard, 1960.
- Retour de l'enfer, Gallimard, 1951 ; Julliard, 1960.
- Le Navigateur, Gallimard, 1954 ; Julliard, 1960.
- La Femme infidèle, Gallimard, 1955 ; Julliard, 1960.
- Les Flammes de l'été, Gallimard, 1956 ; Julliard, 1960 ; Albin Michel, 1993.
- Les Belles Croisades, Gallimard, 1959 ; Julliard, 1960.
- La Guerre d'Algérie, Julliard, 1960 ; Christian Bourgois, 1994.
- La Bataille de Dien Bien Phu, Julliard, 1963 ; Albin Michel, 1989.
- Le Voyage en Chine, Julliard, 1965.
- La Mort de Mao, Christian Bourgois, 1969 ; Albin Michel, 1991.
- L'Amour fauve, Grasset, 1971.
- Danse du ventre au-dessus des canons, Flammarion, 1976.
- Pour le lieutenant Karl, Christian Bourgois, 1977.
- Pour un chien, Grasset, 1979.
- Une affaire d'honneur, Plon, 1983.
- Beyrouth viva la muerte, Grasset, 1984.
- Guynemer, l'ange de la mort, Albin Michel, 1986.
- Mémoires barbares, Albin Michel, 1989.
- Amours barbares, Albin Michel, 1993.
- Un après-guerre amoureux, Albin Michel, 1995.
- Adieu ma mère, adieu mon cœur, Albin Michel, 1996.
- Journal, t. 1, Les années déchirement, 1925-1965, Albin Michel, 1997.
- Journal, t. 2, Les années cavalières, 1966-1985, Albin Michel, 1998.
- Journal, t. 3, Les années de braise, 1986-1996, Albin Michel, 1999.
- Lettre à Dieu, Albin Michel, 2001.

Assajos
- La France sauvée par Pétain, Alger, P & G Soubiron, 1940.
- Comme un mauvais ange, Charlot, 1946 ; Gallimard, 1960.
- L'Homme à l'épée, Gallimard, 1957 ; Julliard, 1960.
- Autour du drame, Julliard, 1961.
- Passion et mort de Saint-Exupéry, Gallimard, 1951 ; Julliard, 1960 ; La Manufacture, 1987.
- Le Grand Naufrage, Julliard, 1966 ; Albin Michel, 1995.
- Turnau, Sienne, 1976 (hors commerce).
- Éloge de Max-Pol Fouchet, Actes Sud, 1980.
- Étranger pour mes frères, Stock, 1982.
- Citoyen Bolis, tambour de village, Avallon, Voillot, 1989.
- Vézelay ou l'Amour fou, Albin Michel, 1990.
- Rostropovitch, Gainsbourg et Dieu, Albin Michel, 1991.

★ Vézelay, guide sentimental, L'Or des Etoiles, 1995, 2004.
Poemes
- Trois prières pour des pilotes, Alger, Charlot, 1942.
- Chants et prières pour des pilotes, Charlot, 1943 ; Gallimard, 1948 ; Julliard, 1960.
- Sept poèmes de ténèbres, Paris, 1957 (hors commerce).
- Prière à mademoiselle Sainte-Madeleine, Charlot, 1984 ; Bleu du Ciel, Vézelay, 1986.
- Chant d'amour pour Marseille, Jeanne Laffitte, 1988.
- Cinq poèmes, Avallon, Voillot, 1991.
- La Nuit tombe, debout camarades !, Gérard Oberlé, 1991.
- Poèmes et prières des années de guerre (1939-1945), Actes Sud, 2001.
- L'Homme à la licorne, Albin Michel, 2007.

Teatre
- Beau Sang, Gallimard, 1952 ; Julliard, 1960.
- Les Cyclones, Gallimard, 1953 ; Julliard, 1960.
- Le Fleuve rouge, Gallimard, 1957 ; Julliard, 1960.
- La Rue des Zouaves suivi de Sa Majesté Monsieur Constantin, Julliard, 1970.
- Lieutenant Karl, dramatique télé (Michel Wyn), INA, 1977.
- Avec Aubert Lemeland, Lieutenant Karl, opéra, Paris, Harmattan, 2007 (ISBN : 978-2-296-03969-8)
- Mort au champ d'honneur, Albin Michel, 1995.

Comptes
- L'Œil de loup du roi de Pharan, Sétif, 1945, reeditat per Jean Louis Roy en Jules Roy, l'intranquille, Paris, Harmattan, 2007 (ISBN 9782296026469).

Pamflet
- J'accuse le général Massu, Seuil, 1972.

Article de periòdic
- Retour en Algérie par Jules Roy, en L'Express el 15 de maig del 2003

Cinema
- La bataille du Tonkin, 1952.